# Андрей Греческий
Андре́й Гре́ческий и Да́тский (греч. Ανδρέας της Ελλάδας και της Δανίας; дат. Andreas af Grækenland og Danmark; 2 февраля 1882, Афины, Греция — 3 декабря 1944, Монте-Карло, Монако) — четвёртый сын короля Греции Георга I и великой княжны Ольги Константиновны, внук короля Дании Кристиана IX; военный деятель; был женат на принцессе Алисе Баттенберг, от брака с которой родилось четыре дочери и сын Филипп, который в 1947 году женился на будущей королеве Елизавете II.

## Биография

### Ранняя жизнь, брак и военная карьера
Принц Андрей родился в Афинах 2 февраля 1882 года в семье греческого короля Георга I и королевы Ольги, урождённой великой княжны. Его отец был вторым сыном короля Дании Кристиана IX и ландграфини Луизы Гессен-Кассельской. Георг был призван на греческий престол в 1863 году и приходился братом королеве Великобритании Александре, императрице Марии Фёдоровне и королю Дании Фредерику VIII. Мать была членом императорского дома Романовых и дочерью великого князя Константина Николаевича, сына императора Николая I и брата Александра II, и великой княгини Александры Иосифовны, урождённой принцессы Саксен-Альтенбургской.
Как и все его братья и сёстры, принц Андрей свободно говорил на английском, греческом, немецком, французском, русском, датском и итальянском языках. В семье принц общался с братьями и сёстрами на греческом, с родителями на английском языке. Король Георг и королева Ольга друг с другом говорили на немецком языке. Андрей учился в кадетской школе, затем — в военном колледже в Афинах, а также получал частные уроки военного дела от Панайотиса Данглиса. У принца была близорукость, но несмотря на это он начал служить в армии в качестве кавалерийского офицера в мае 1901 года.
В 1902 году состоялась коронация короля Эдуарда VII и Александры Датской, на которой присутствовал и принц Андрей. Там он познакомился со своей будущей женой принцессой Алисой Баттенберг. Она была дочерью немецкого принца Людвига Александра Баттенберга и Виктории Гессен-Дармштадтской. Через свою мать Алиса приходилась правнучкой королеве Виктории и родной племянницей императрице Александре Фёдоровне и великой княгине Елизавете Фёдоровне. Гражданская церемония состоялась 6 октября 1903 года в Дармштадте. На следующий день были проведены две религиозные церемонии: лютеранская и православная. В браке родилось четыре дочери и сын.
В 1909 году политическая ситуация в Греции привела к государственному перевороту. Афинское правительство отказалось поддержать критский парламент, который призывал объединить Крит (который был ещё номинально частью Османской империи) и Грецию в единое государство. Группа недовольных офицеров сформировала националистическую организацию «Военная лига», что в конечном итоге привело к отставке Андрея из армии и приходу к власти Элефтериоса Венизелоса.
Через три года в связи с началом балканских войн Андрей был восстановлен в армии в звании подполковника 3-го кавалерийского полка и руководителем полевого госпиталя. Во время войны его отец был убит. Андрей унаследовал от родителей виллу Монрепо на острове Корфу. К 1914 году принц Андрей имел многочисленные военные награды и должности в прусской и русской армиях, а также датские и итальянские награды.
Во время Первой мировой войны он неоднократно посещал Великобританию от имени своего брата короля Константина I. Там он подвергался критике: многие утверждали, что он немецкий агент. Король следовал политике нейтралитета в войне, но правительство Венизелоса поддержало в войне Союзников. К июню 1917 года король отрёкся от греческого престола, передав его своему сыну Александру I. Большинство членов греческой королевской семьи покинули родину и жили, в основном, в Швейцарии.
В течение следующих трёх лет Александр был королём Греции. В 1920 году он умер от сепсиса после укуса обезьяны. На престол вернулся король Константин. Андрей был восстановлен на военной службе в качестве генерал-майора. Семья поселилась на вилле Монрепо.
Во время Второй греко-турецкой войны Андрей командовал II армейским корпусом в битве при Сакарье, которая закончилась поражением греческой армии. Он считал высших военных чиновников некомпетентными. 19 сентября 1921 года Андрею был отдан приказ атаковать турецкие позиции. Принц следовал своему плану сражения к большому неодобрению генерала Анастасиоса Папуласа. Турки атаковали и войска принца вынуждены были отступать. Папулас сделал принцу выговор. Андрей хотел уйти в отставку, но он его не отпустил. Принцу предоставили отпуск на два месяца и перевели его в Верховный армейский совет.
В марте 1922 года он был назначен командиром 5-го армейского корпуса в Эпире и на Ионических островах.

### Изгнание из Греции
Из-за недовольства результатами войны 11 сентября 1922 года вспыхнуло восстание. В целях розыска и наказания лиц, виновных в военной катастрофе, руководители восстания организовали «Процесс шести» над членами предыдущего правительства и военного командования, завершившийся смертным приговором для шести из девяти обвиняемых. Принцу Андрею, старшему командиру в неудавшейся кампании, были предъявлены обвинения в «неповиновении приказам» и «действиях по собственной инициативе», но в то время он находился на острове Корфу. Он был арестован и перевезён в Афины; был судим тем же судом через несколько дней и признан виновным в том же преступлении, но смягчающим обстоятельством явилось полное отсутствие у него военного опыта, вследствие чего вместо казни его приговорили к пожизненному изгнанию из страны. Вместе с семьёй он бежал на британском крейсере HMS Calypso. Андрей, вместе с женой и детьми, поселились в небольшом доме в Сен-Клу на окраине Парижа, который был дан им взаймы принцессой Марией Бонапарт, которая была женой брата Андрея Георга.
В 1930 году принц издал книгу Towards Disaster: The Greek Army in Asia Minor in 1921, в которой описал свои действия во время битвы при Сакарье.
Находясь в изгнании, супруги отдалились друг от друга. У принцессы Алисы случился нервный срыв; она проживала в Швейцарии. Все их дочери вышли замуж за представителей немецких княжеских семей и переехали в Германию, а единственный сын принц Филипп был отправлен в Великобританию на учёбу, где о нём заботились английские родственники матери. Андрей обосновался на юге Франции.
На французской Ривьере принц жил в небольшой квартире, в гостиницах или на яхте своей подруги графини Андре де ла Бинь. Его брак с Алисой фактически распался, а после восстановления здоровья она вернулась в Грецию.
В 1936 году Андрею было позволено вернуться в Грецию. Он приехал в Грецию ненадолго, в мае 1936 года. В следующем году его третья дочь Сесилия погибла вместе с мужем, детьми и свекровью в авиакатастрофе под Остенде; на похоронах дочери Андрей и Алиса встретились впервые за шесть лет.
Последние пять лет жизни Андрей не общался и не видел жену и единственного сына, который служил на английском флоте. Принц умер 3 декабря 1944 года в отеле Метрополь в Монте-Карло, Монако, от сердечной недостаточности и артериального склероза. Сначала он был похоронен в русской православной церкви в Ницце; в 1946 году его останки были захоронены на королевском кладбище в Татой близ Афин.
Во втором сезоне британского сериала «Корона», повествующего о жизни британской королевской семьи, роль принца Андрея исполнил актёр Гай Уильямс.

### Дети
От брака с принцессой Викторией Алисой Елизаветой Юлией Марией Баттенберг (1885—1969) родилось четыре дочери и сын:
- принцесса Маргарита Греческая и Датская (18.04.1905 — 24.04.1981) — первая праправнучка королевы Виктории, вышла замуж за немецкого князя Готфрида Гогенлоэ-Лангенбургского в 1931 году, имели пятерых детей;
- принцесса Теодора Греческая и Датская (13.05.1906 — 16.10.1969) — супруга принца Бертольда Баденского c 1931 года, имели двух сыновей и дочь;
- принцесса Сесилия Греческая и Датская (22.06.1911 — 16.11.1937) — супруга Георга Донатуса, наследного принца Гессенского с 1931 года, имели двух сыновей и дочь, погибла вместе с мужем, свекровью и двумя сыновьями в авиакатастрофе в 1937 году, была беременна четвёртым ребёнком, останки которого нашли среди обломков самолёта;
- принцесса София Греческая и Датская (26.06.1914 — 3.11.2001) — выходила замуж два раза: первый раз в 1930 году за принца Кристофа Гессенского, имели пятерых детей, после его гибели вышла замуж за принца Георга Вильгельма Ганноверского в 1946 году, имели двух сыновей и дочь;
- принц Филипп Греческий и Датский (10.06.1921 — 9.04.2021) — женился в 1947 году на будущей королеве Елизавете II, дочери короля Георга VI и леди Елизаветы Боуз-Лайон, получил титулы герцога Эдинбургского, графа Мерионетского и барона Гринвичского, имел трёх сыновей и дочь.